# Кубок Колумбії з футболу 2025
Кубок Колумбії з футболу 2025 — 25-й розіграш кубкового футбольного турніру у Колумбії. Титул володаря кубка захищає «Атлетіко Насьйональ».

## Календар
| Раунд          | Дата                       | Матчі | Клуби   |
| -------------- | -------------------------- | ----- | ------- |
| Груповий раунд | 28 травня – 16 червня 2025 | 40    | 36 → 24 |
| Другий раунд   | 30 липня – 27 серпня 2025  | 16    | 24 → 16 |
| 1/8 фіналу     |                            | 16    | 16 → 8  |
| 1/4 фіналу     |                            | 8     | 8 → 4   |
| 1/2 фіналу     |                            | 4     | 4 → 2   |
| Фінал          |                            | 2     | 2 → 1   |